# Шаріте
52°31′37″ пн. ш. 13°22′38″ сх. д. / 52.526944° пн. ш. 13.377222° сх. д.
Шаріте (фр. Charité) — клінічний комплекс, розташований у чотирьох районах Берліна. Це найбільша клініка в Європі. Є університетською клінікою для Берлінського університету імені Гумбольдта та Вільного університету Берліна.
Клініку Шаріте заснували 1710 року. Шаріте є однією з найстаріших традиційних медичних установ Німеччини. Також вона є однією з найстаріших університетських клінік Європи. Тут проводять обстеження і лікування хворих з різноманітними захворюваннями, дослідження, навчання лікарів і вчених на міжнародному рівні. Більше половини німецьких нобелівських стипендіатів з медицини та психології працювали в Шаріте.
Шаріте складається з більше 100 клінік та інститутів, об'єднаних у 17 Шаріте-центрів. Загальна кількість співробітників Шаріте — 10 400, оборот близько одного мільярда євро на рік. Клініка приймає 128 000 пацієнтів на рік у своїх стаціонарах і майже 1 000 000 амбулаторно.